# 13585 Justinsmith
13585 Justinsmith è un asteroide della fascia principale. Scoperto nel 1993, presenta un'orbita caratterizzata da un semiasse maggiore pari a 2,7838502 au e da un'eccentricità di 0,0851722, inclinata di 4,24263° rispetto all'eclittica.
L'asteroide è dedicato al filosofo canadese Justin Erik Halldór Smith.